# اپوتیلون
اپوتیلون‌ها (انگلیسی: Epothilones) گروهی از مواد شیمیاییِ بالقوه مؤثر در درمان سرطان هستند. همانند تاکسان‌ها، این گروه دارویی نیز از طریق تداخل در عملکرد توبولین، قادر به جلوگیری از تکثیر سلول‌های سرطانی هستند، اما در پژوهش‌های مقدماتی مشاهده شده که نسبت به تاکسان‌ها اثربخشی بهتر و عوارض کمتری داشته‌است.
تا سال ۲۰۰۸ میلادی، ۶ زیرگروه از اپیتیلون A تا اپیتیلون F شناسایی و توصیف شد. علاوه بر اثربخشی بهتر نسبت به تاکسان‌ها، این مواد شیمیایی ساختمان ساده‌تری دارند و چون قابلیت حل بیشتری در آب دارند، در نتیجه نیازمند مواد حلالی نیستند که در داروهایی همچون پاکلیتاکسل به‌کار می‌رود و عوارض قلبی و حساسیت زایی دارند.  همچنین خواص شبه-اندوتوکسینی پاکلیتاکسل (همچون فعال‌سازی آن دسته از ماکروفاژهایی که سیتوکین التهابی و نیتریک اکسید می‌سازند) در اپوتیلون‌های B دیده نشده‌است.
اپوتیلون‌ها نخستین بار یه عنوان یکی از محصولات متابولیتی تولید شده توسط گونه‌ای میکسوباکتریا به نام «سورانژیوم سلولوزوم» کشف شد. ساختار اپیتیلون A در سال ۱۹۹۶ توسط بلورنگاری پرتوی ایکس تعیین شد.

## مصارف بالینی
«ایکسابپیلون» یک آنالوگ صناعی اپیتیلون B است که در اکتبر ۲۰۰۷ جهت درمان سرطان‌های پستان پیشرفته و مقاوم‌به‌درمان، توسط سازمان غذا و داروی ایالات متحده آمریکا تأیید شد. در نوامبر ۲۰۰۸ میلادی، آژانس دارویی اروپا از اعطای مجوز بازاریابی به این دارو در اروپا سرباز زد.
«پاتوپیلون» که یک آنالوگ صناعی دیگر از اپیتیلون B است، در فاز ۳ کارآزمایی بالینی سرطان تخمدان در سال ۲۰۱۰ مؤثر نبود.
«یوتیدلون» که آنالوگ ساخته‌شدهٔ اپوتیلون از طریق روش‌های مهندسی ژنتیک است، در فاز ۳ کارآزمایی بالینی سرطان پستان، در ترکیب با کپسیتابین مؤثر بوده است.